# 프랜시스 로시
프랜시스 로시(영어: Francis Rossi, OBE, 1949년 5월 29일 ~ )는 영국의 가수 겸 작곡가, 기타 연주자이다.
스테이터스 쿠오의 원년 구성원으로, 리드 기타와 보컬을 맡고 있다.

## 서훈
- 2010년 대영 제국 훈장 4등급(OBE) 수훈[1]